# Мисс Россия 2012
Мисс Россия 2012 — 20-й национальный конкурс красоты Мисс Россия, финал которого состоялся 3 марта 2012 года в концертном зале «Барвиха Luxury Village». Телевизионная трансляция конкурса пройдёт 8 марта на телеканале НТВ. В финале конкурса приняли участие 50 участниц из разных регионов России. В этом году конкурс отпраздновал 20-летний юбилей.

## Подготовительный этап
С апреля 2011 года по всей России проходила серия отборочных туров, в которых приняли участие более 30000 девушек. 18 января 2012 года в Москве состоялся финальный кастинг, определивший 50 финалисток.
4 февраля 2012 года все девушки собрались в одном из подмосковных отелей, чтобы начать активную подготовку к финалу. Вплоть до финала конкурсантки готовились к дефиле под руководством профессиональных хореографов, которые также работали над физической подготовкой девушек. Стилисты салонов «МОНЕ» создали уникальные образы участниц, после этого конкурсантки приняли участие в фотосессии с фотографом Владом Локтевым.
11 февраля 2012 года пять победительниц промежуточного отборочного этапа «Благотворительный проект», на котором все девушки должны были представить свои планы по развитию социальной и благотворительной деятельности, посетили с благотворительной миссией детское отделение врождённых пороков сердца Центра сердечно-сосудистой хирургии им. А. Н. Бакулева.
14 февраля 2012 года балетмейстер Станислав Попов провёл мастер-класс для финалисток конкурса. Девушки в течение двух часов учились танцевать вальс и румбу.
16 февраля 2012 года было организовано открытое интернет-голосование за участниц конкурса на портале Woman.ru. По итогам голосования выбиралась Мисс Россия по мнению читательниц Woman.ru. 1 марта 2012 года на сайте появилось объявление, что победу одержала Анастасия Поминова из Воронежа, за неё было отдано 25 768 голосов. Победительница получила специальный приз из рук главного редактора портала Ольги Соловьёвой на финальной церемонии конкурса.
22 февраля 2012 года состоялась встреча участниц конкурса с предыдущими победительницами: Мисс Россия 2011 Натальей Гантимуровой, Мисс Россия 2002 Светланой Королёвой и Вице-Мисс Россия 2007 Верой Красовой, целью встречи было передача опыта участия в конкурсе.
23 февраля 2012 года участницы конкурса побывали в одной из подмосковных военных частей и поздравили солдат с Днём Защитника Отечества.

## Результаты конкурса
| Итоговое место   | Участница |
| ---------------- | --- |
| Мисс Россия 2012 | - Смоленская область — Елизавета Голованова |
| 1 Вице-Мисс      | - Железнодорожный — Кристина Гонтарь |
| 2 Вице-Мисс      | - Тюмень — Алёна Шишкова |
| Топ 10           | - Владивосток — Виктория Левина - Волгоградская область — Дарья Борисова - Воронеж — Анастасия Поминова - Краснодар — Вероника Шилова - Магадан — Екатерина Колесникова - Мурманск — Екатерина Григорьева - Орехово-Зуево — Анастасия Текунова |
| Топ 15           | - Аткарск — Вероника Трофимова - Белгород — Владлена Радченко - Новосибирск — Виктория Егорова - Новочебоксарск — Юлия Ишмуратова - Якутия — Олеся Кондакова-Захарова                                                                          |

### Жюри
Конкурс судило жюри в составе:
- Дмитрий Маликов — народный артист России, певец, композитор, пианист
- Аркадий Новиков — ресторатор
- Ляйсан Утяшева — заслуженный мастер спорта по художественной гимнастике, чемпионка мира и Европы
- Влад Локтев — фотограф
- Фаваз Груози — президент, основатель, создатель и владелец ювелирной компании De Grisogono
- Ивиан Саркос — Мисс Мира 2011
- Регина фон Флемминг — Генеральный директор издательского дома Axel Springler Russia

### Список участниц
Список участниц:
| №  | Имя                      | Город                    | Возраст (лет) | Рост (см) | Место                                                    |
| -- | ------------------------ | ------------------------ | ------------- | --------- | -------------------------------------------------------- |
| 13 | Вероника Трофимова       | Аткарск                  | 18            | 180       | Топ-15                                                   |
| 16 | Мария Галкина            | Барнаул                  | 20            | 176       |                                                          |
| 12 | Владлена Радченко        | Белгород                 | 18            | 176       | Топ-15                                                   |
| 6  | Виктория Левина          | Владивосток              | 18            | 179       | Топ-10                                                   |
| 17 | Екатерина Ткачева        | Владимир                 | 19            | 179       |                                                          |
| 18 | Анастасия Овчинникова    | Волгоград                | 20            | 178       |                                                          |
| 5  | Дарья Борисова           | Волгоградская область    | 20            | 176       | Топ-10                                                   |
| 4  | Анастасия Поминова       | Воронеж                  | 19            | 176       | Топ-10, Победительница интернет- голосования на Woman.ru |
| 19 | Татьяна Неверова         | Екатеринбург             | 23            | 181       |                                                          |
| 2  | Кристина Гонтарь         | Железнодорожный          | 20            | 175       | Первая Вице-мисс Россия                                  |
| 20 | Екатерина Плиско         | Иркутск                  | 20            | 178       |                                                          |
| 21 | Алина Девятеева          | Татарстан                | 18            | 175       |                                                          |
| 22 | Ольга Сороговец          | Калининград              | 21            | 181       |                                                          |
| 23 | София Назаренко          | Калининградская область  | 18            | 181       |                                                          |
| 24 | Наталья Ващенко          | Кемеровская область      | 21            | 177       |                                                          |
| 8  | Вероника Шилова          | Краснодар                | 20            | 176       | Топ-10                                                   |
| 25 | Анна Павлова             | Ленинградская область    | 18            | 178       |                                                          |
| 7  | Екатерина Колесникова    | Магадан                  | 20            | 179       | Топ-10                                                   |
| 26 | Ксения Потапова          | Мордовия                 | 21            | 182       |                                                          |
| 27 | Милана Макеева           | Москва                   | 23            | 177       |                                                          |
| 9  | Екатерина Григорьева     | Мурманск                 | 23            | 180       | Топ-10                                                   |
| 28 | Ирина Ваняшева           | Новгородская область     | 21            | 181       |                                                          |
| 15 | Виктория Егорова         | Новосибирск              | 23            | 184       | Топ-15                                                   |
| 14 | Юлия Ишмуратова          | Новочебоксарск           | 18            | 178       | Топ-15                                                   |
| 30 | Юлия Фархутдинова        | Орёл                     | 21            | 180       |                                                          |
| 10 | Анастасия Текунова       | Орехово-Зуево            | 19            | 182       | Топ-10                                                   |
| 29 | Елизавета Старчак        | Орловская область        | 19            | 177       |                                                          |
| 31 | Алёна Павлова            | Пермская область         | 18            | 178       |                                                          |
| 32 | Мария Дашкевич           | Пермь                    | 21            | 177       |                                                          |
| 33 | Каролина Трактина        | Петропавловск-Камчатский | 18            | 180       |                                                          |
| 34 | Виктория Лесовая         | Ростов-на-Дону           | 18            | 176       |                                                          |
| 35 | Екатерина Зверева        | Ростовская область       | 22            | 175       |                                                          |
| 36 | Татьяна Гусева           | Самара                   | 19            | 177       |                                                          |
| 37 | Александра Панкратова    | Самарская область        | 20            | 178       |                                                          |
| 38 | Екатерина Максимова      | Санкт-Петербург          | 22            | 178       |                                                          |
| 39 | Мария Ковалёва           | Саратов                  | 19            | 178       |                                                          |
| 11 | Олеся Кондакова-Захарова | Саха (Якутия)            | 20            | 175       | Топ-15                                                   |
| 40 | Анастасия И              | Сахалинская область      | 18            | 179       |                                                          |
| 41 | Мария Щетинина           | Северодвинск             | 20            | 180       |                                                          |
| 1  | Елизавета Голованова     | Смоленская область       | 18            | 178       | Мисс Россия 2012                                         |
| 42 | Маргарита Кочкина        | Ставрополь               | 21            | 176       |                                                          |
| 43 | Инесса Юринская          | Сургут                   | 21            | 176       |                                                          |
| 44 | Светлана Конобеева       | Тамбов                   | 20            | 181       |                                                          |
| 3  | Алёна Шишкова            | Тюмень                   | 19            | 177       | Вторая Вице-мисс Россия                                  |
| 45 | Жанна Рябова             | Улан-Удэ                 | 22            | 179       |                                                          |
| 46 | Валентина Димитрова      | Ульяновск                | 18            | 175       |                                                          |
| 47 | Анастасия Линькова       | Фрязино                  | 21            | 183       |                                                          |
| 48 | Мария Романенко          | Хабаровск                | 19            | 177       |                                                          |
| 49 | Ксения Жолудева          | Ханты-Мансийск           | 20            | 178       |                                                          |
| 50 | Дарья Адушкина           | Чебоксары                | 21            | 176       |                                                          |